# Megalophanes fasciculella
Megalophanes fasciculella är en fjärilsart som beskrevs av Herrich-Schäffer 1845. Megalophanes fasciculella ingår i släktet Megalophanes och familjen säckspinnare. Inga underarter finns listade i Catalogue of Life.